# Verkennend milieuhygiënisch bodemonderzoek
Een verkennend bodemonderzoek is een type bodemonderzoek waarbij met een geringe inspanning wordt gezocht naar mogelijke bodemverontreinigingen. Een verkennend bodemonderzoek wordt uitgevoerd na uitvoering van een vooronderzoek. De te hanteren onderzoeksopzet is afhankelijk van de grootte van het te onderzoeken perceel zoals beschreven is in de NEN 5740.
Een verkennend bodemonderzoek bestaat uit een onderzoek van de grond en van het grondwater.
Het verkennend bodemonderzoek verliest zijn geldigheid in de regel na 2 à 5 jaar.